# Терновка (Киевская область)
Терновка (укр. Тернівка) — село, входит в Кагарлыкский район Киевской области Украины.
Население по переписи 2001 года составляло 303 человека. Почтовый индекс — 09260. Телефонный код — 4573. Занимает площадь 1,624 км². Код КОАТУУ — 3222285203.

## Местный совет
09260, Київська обл., Кагарлицький р-н, с.Ліщинка, вул.Леніна,9